# Amt Röbel-Müritz
Het Amt Röbel-Müritz is een samenwerkingsverband van 23 gemeenten en ligt in het district Mecklenburgische Seenplatte in de Duitse deelstaat Mecklenburg-Voor-Pommeren. Het Amt telt 14.399 inwoners. Het bestuurscentrum bevindt zich in de stad Röbel/Müritz.

## Geschiedenis
Het Amt Röbel-Müritz is op 1 januari 2005 ontstaan door de samenvoeging van de toenmalige Ämter Rechlin en Röbel-Land en bestond toen uit 25 gemeenten. Bij de oprichting van het Amt maakten ook de toenmalige zelfstandige gemeenten Kambs en Jaebetz hiervan deel uit. Deze zijn op 1 januari 2010 door respectievelijk de gemeenten Bollewick en Fincken geannexeerd.

## Gemeenten
Het Amt bestaat uit de volgende gemeenten:
- Altenhof (332) met Darze
- Bollewick (648) met Kambs, Nätebow, Spitzkuhn en Wildkuhl
- Buchholz (140)
- Bütow (458) met Dambeck, Erlenkamp en Karchow
- Fincken (509) met Dammwolde, Fichtental, Jaebetz, Käselin, Knüppeldamm en Marienhof
- Gotthun (327)
- Grabow-Below ( x) met Below en Grabow
- Groß Kelle (100)
- Kieve (145)
- Lärz (497) met Alt Gaarz, Gaarzer Mühle, Ichlim, Krümmel, Neu Gaarz en Troja
- Leizen (484) met Minzow en Woldzegarten
- Ludorf ( x) met Gneve en Zielow
- Massow ( x) met Evchensruh
- Melz (336) met Augusthof, Friedrichshof en Karbow
- Priborn (353)
- Rechlin (2.043) met Boek, Boeker Mühle, Kotzow, Retzow, Vietzen en Zartwitz
- Röbel/Müritz, stad * (4.999) en Marienfelde
- Schwarz (362) met Buschhof
- Sietow (629) met Hinrichsberg, Sietow Dorf en Zierzow
- Stuer (247) met Bad Stuer, Neu Stuer en Stuer Vorwerk
- Vipperow ( x) met Solzow
- Wredenhagen ( x) met Mönchshof en Neukrug
- Zepkow ( x)